# Ekran (tjednik)
Ekran je hrvatski tjedni magazin koji izlazi kao prilog dnevnim novinama Večernji list. Prilog prati televizijski, filmski, kazališni i glazbeni program te teme iz popularne kulture. Iako je naziv Ekran uveden tek 4. listopada 1996. (broj 616), kontinuirani tjedni prilog u sklopu Večernjeg lista postoji još od 6. veljače 1970., kada je izlazio pod nazivom tVečernji.
Numeracija brojeva započinje 14. prosinca 1984., dok je prilog još uvijek nosio naziv rtv. Brojevi se počinju redovito prikazivati na naslovnici od broja 18, datiranog 12. travnja 1985.. 
Tijekom desetljeća, časopis je mijenjao ime i koncepciju, no kontinuitet izlaženja kao tjednog TV-priloga Večernjeg lista ostao je neprekinut, s više od 2100 brojeva objavljenih do danas.

## Povijest
Tjednik je kroz desetljeća više puta mijenjao naziv i koncepciju, prateći razvoj televizijskog i kulturnog sadržaja. Iako se kao televizijski prilog Večernjeg lista pojavljuje već 1970., ime Ekran prvi put koristi se tek od 4. listopada 1996. (broj 616).

### Početci (1970. – 1984.)
Tjedni televizijski prilog počeo je izlaziti 6. veljače 1970. pod nazivom tVečernji. U razdoblju do 1984. više je puta mijenjao naziv, ali je zadržao format vodiča s najavama TV programa, reportažama i spektaklima. Među nazivima koji su se koristili bili su tVečernji, rtv i rtvečernji.

### Uvođenje numeracije (1984. – 1996.)
Prvi numerirani broj objavljen je 14. prosinca 1984., ali se broj na samoj naslovnici počeo redovito prikazivati od broja 18, datiranog 12. travnja 1985.. Tijekom ovog razdoblja prilog je nosio naziv rtv, zatim rtvečernji, i tematski je obuhvaćao televizijski program, kulturne događaje i popularnu glazbu.

### Uvođenje naziva „Ekran” (1996. – danas)
Dana 4. listopada 1996., s brojem 616, prilog dobiva naziv Ekran, pod kojim uz manje varijacije izlazi sve do danas. U međuvremenu je sadržaj proširen, a časopis se profilirao kao „magazin za kulturu življenja”.

## Nazivi i podnaslovi
- tVečernji Tjedni TV-prilog (6. veljače 1970. – 31. svibnja 1974.)
- tVečernji Tjedni RTV-prilog (7. lipnja 1974. – 4. veljače 1977.)
- rtv tjedni program (11. veljače 1977. – 12. rujna 1980.)
- rtv večernjakov tjedni program (19. rujna 1980. – 19. prosinca 1986.)
- rtv tjedni program (26. prosinca 1986. – 13. ožujka 1992.)
- rtvečernji programi, reportaže, spektakli, intervjui, najave (20. ožujka 1992. – 5. veljače 1993.
- rtvečernji programi, spektakli, reportaže, intervjui, najave (12. veljače – 14. svibnja 1993.
- rtvečernji programi, spektakli, intervjui, reportaže, najave (28. svibnja – 8. listopada 1993.)
- rtvečernji: (8. listopada 1993. – 27. rujna 1996.)
- Ekran kino, video, kazalište, glazba, hi-fi, spektakli (4. listopada 1996. – 1. prosinca 2000.)
- TV Ekran radio, kino, video, glazba, kazalište, spektakli (8. prosinca 2000. – 5. srpnja 2002.)
- Ekran televizija, film, glazba, radio, spektakli (12. srpnja 2002. – 3. siječnja 2003.)
- Ekran Večernjakov tjedni prilog (10. siječnja 2003. – 4. travnja 2003.)
- Ekran (11. travnja – 23. svibnja 2003.)
- Ekran televizija, film, spektakli, kazalište, zabava, estrada (30. svibnja – 6. lipnja 2003.)
- Ekran tv prilog Večernjeg lista, televizija, film, spektakli, kazalište, zabava, estrada (13. lipnja 2003. – 20??) (podnaslov se redovito mjenjao, to jest nazivi (film, televizija itd.) su se rotirali)
- 20??– 2013.: nepoznato
- Ekran Najraskošniji TV program (1. ožujka 2013. – 13. studenoga 2015.)
- Ekran! (20. studenoga 2015. – 15. siječnja 2016.)
- TV Ekran TV magazin, Vaš najbolji vodič (22. siječnja 2016. – 14. listopada 2018.)
- Ekran TV najbolji programski vodič (21. listopada 2018. – 28. siječnja 2022.)
- Ekran magazin za kulturu življenja (4. veljače 2022. – danas)